# Arianna Vanderpool
Arianna Vanderpool, és una esportista de les Bahames de l'especialitat de natació que va ser campiona de Centreamèrica i del Carib a Mayagüez 2010.
 Ella nada per a l'equip de la Universitat d'Auburn, els Auburn Tigers.

## Trajectòria
La trajectòria esportiva d'Arianna Vanderpool s'identifica per la seva participació en els següents esdeveniments nacionals i internacionals:
Va ser reconegut el seu triomf de ser la primera esportista amb el major nombre de medalles de la selecció de  Bahames
en els jocs de Mayagüez 2010.

El seu acompliment en la vintena primera edició dels jocs, es va identificar per ser la cinquantena octava esportista amb el major nombre de medalles entre tots els participants de l'esdeveniment, amb un total de 6 medalles: